# Manawatū River
Der Manawatū River, ehemals Manawatu geschrieben, ist ein Fluss in der Region Manawatū-Whanganui auf der Nordinsel von Neuseeland.

## Namensherkunft
Der Name des Flusses soll aus den Māori-Worten manawa (Herz/Geist) und tū (stillstehen, niedergeschlagen) gebildet worden sein, was in etwa „vor Furcht stillstehendes Herz“ oder „niedergeschlagener Geist“ bedeuten würde. Im Zuge der Umbenennung verschiedener Institutionen und geographischer Objekte wurde 2020 die Änderung der Schreibweise von Manawatu zu Manawatū bekannt gegeben.

## Geographie
Der Manawatū River entspringt an der Ostflanke der Ruahine Range, rund 1,4 km südlich der Makaretu Hut (Gebirgshütte) und rund 10 km nordwestlich von Norsewood. Mit einer Länge von 235 km entwässert der Fluss auf seinem Weg zur Tasmansee, wo er direkt südlich von Foxton Beach ins Meer mündet, eine Fläche von 5898 km2.
Von seinem Quellgebiet aus fließt der Fluss zunächst in östliche Richtung, vollzieht östlich von Norsewood einen Schwenk in südwestliche und südliche Richtung, passiert den Ort Dannevirke an seiner östlichen Seite und nimmt südlich von Woodville eine Richtungsänderung nach Westen vor, um in der rund 6,5 km langen Schlucht Manawatu Gorge zwischen den Tararua Range im Süden und den Ruahine Range im Norden die nach Nordosten verlaufende Gebirgsketten zu durchqueren. Westlich der Schlucht vollzieht der Fluss einen Schwenk nach Südwesten, passiert nach 10 km Palmerston North an seiner Südostseite, und folgt dann in Mäanderform in einem großen Bogen einen Weg südliche von Foxton und Foxton Beach in Richtung Tasmansee.
Neben zahlreichen Streams (Bäche) zählt der Manawatū River an seiner rechten Seite seines Flussverlaufes die Flüsse Mangatewainui River, Tamaki River, Pohangina River, Oroua River zu seinen Nebenflüssen und linksseitig die Flüsse Tiraumea River, Mangatainoka River, Mangahao River, Tokomaru River.

## Überflutungen
Da große Teile des Einzugsgebiets des Manawatū River aus flachem Land bestehen und die zahlreichen Nebenflüsse und Streams bei ergiebigen Regenfällen große Mengen Wasser dem Manawatū River zuführen, kommt es bei extremen Wettersituationen mit Starkregen hin und wieder zu Überflutungen weiter Landstriche. So sind Überflutungen in den Jahren 1880, 1897, 1902, 1953 und im Februar 2004 dokumentiert, bei der zuletzt ein Sturm über der Nordinsel zu der zweithöchsten Flut des Flusses und der Höchsten seit 1902 führte. Nachdem acht Deiche brachen, über 200 Häuser durch die Flut beschädigt wurden und rund 500 Personen evakuiert werden mussten, wurden die verursachten Schäden seinerzeit auf 112 Millionen NZ$ geschätzt.

## Umweltschäden
Im Jahr 2009 wurde dem Fluss attestiert, einer der meist verunreinigten Flüssen in der westlichen Welt zu sein, wozu sich Neuseeland und Australien zählt. Als Verursacher der Verunreinigungen des Flusses wurden die Abwässer der Städte und Gemeinden beidseits des Flusses und seiner Nebenflüsse, die industriellen Abwässer, die sediment-belasteten Wässer aus Überweidung und Erosion verursacht durch die Bewirtschaftung von Flächen sowie durch Überdüngung und tierischen Fäkalien benannt. Im August 2010 unterzeichneten die Mitglieder des Manawatū River Leaders' Forum eine Vereinbarung mit dem Ziel, schrittweise die Wasserqualität des Flusses zu verbessern. Die einzelnen Maßnahmen und Fortschritte in dem Prozess werden seither auf einer eigenen Webseite dokumentiert.